# 73式裝甲運兵車
73式裝甲運兵車是日本陸上自衛隊使用的裝甲運兵車。
是60式裝甲運兵車的後繼車種由1967年三菱重工開始研發翌年1968年試驗車完成。1969年技術測試開始、1973年三菱命名為「73式裝甲運兵車」正式服役。並沒有裝備許多步兵戰鬥車的20mm砲，而是往純粹兵員輸送車型量產型發展。73式裝甲運兵車1974年開始交貨合計338輛生產。現在新型96式裝甲運兵車逐步將之汰換。在量少的自衛隊規模中本車算是大量的裝備，最終的造價約1億日圓一台可以說是量產的好處減低成本。從配備後已經服役30年以上現在和96式裝甲運兵車一同服役。

## 特徵
共分成車體前部右側駕駛席，左側槍手和前方槍手席，後部兵員室和車頂觀測位等人員配置處。外觀和60式裝甲運兵車相似、T字型槍口設置在車體後部，還有3連裝煙霧彈發射機，兵員室上面大型對開式艙門是其特徵，核生化防護裝置在本車已經是標準裝備。和各國同世代的裝甲車（APC）相比本車還比較低矮。基於核生化環境下戰鬥考慮可以從車內操作白朗寧M2重機槍槍塔。試驗時20mm機關砲也曾搭載過後來並未採用。
浮航渡河能力一開始就列為規格，車體輕量化成為重點所以全面採用鋁合金裝甲，但是重大缺點是浮航前準備過程極繁雜，各部隊也常有渡河「沈沒」事件傳出，日本國內河川護岸水泥整治多數已經完成不再適合浮航渡河、加上陸上自衛隊施設科部隊的81式自走架橋車裝備後；車輛獨自浮航過河的必要性有所減低。世界主流上也不再採用怕高熱彈的鋁合金製車輛。
73式裝甲運兵車延生型有74式自走105mm榴彈砲、75式130mm自走多管火箭車、75式自走氣象測定車、76式砲擊追蹤雷達。有一些退役車也改裝成70式除雷車給施設科部隊使用。

## 登場影視作品
- 『哥吉拉』
- 『機動警察』OVA

## 相關連結
- M113裝甲運兵車
- 史崔克裝甲車